# Monti Sicani
Das Gebirge Monti Sicani ist ein Gebirge auf Sizilien. Es liegt im westlichen Teil der Insel in der Metropolitanstadt Palermo und des Freien Gemeindekonsortiums Agrigent.
Höchste Erhebung ist der 1613 m hohe Rocca Busambra nordöstlich von Corleone. Im Osten bei Castronovo di Sicilia entspringt der Platani, einer der längsten Flüsse Siziliens. Teile der Monti Sicani wurden unter Naturschutz gestellt, da hier seltene Orchideen- und Schmetterlingsarten heimisch sind.

## Geschichte
Der Distrikt des Alto Belice Corleonese im Zentralteil des Massivs wurde auf private Initiative hin archäologisch flächendeckend untersucht. Das Projekt, das ein Gebiet von etwa 300 ha an der Strada Statale 188dir/c unter Finanzierung durch die Bona Furtuna Società Agricola betraf, und zwar zwischen Corleone und Campofiorito, konzentrierte sich auf das Gebiet zwischen den Contrade Giardinello und Castro sowie dem Abschnitt am Fuß des Monte Barraù (auch Monte Barracù).
Die Ergebnisse reichen bis in die Protostoria zurück, wie man in Italien die Frühgeschichte nennt. Insgesamt wurden 16 Fundstätten untersucht, die sich von der Kupfersteinzeit bis zu Hirtenstrukturen der jüngsten Zeit erstrecken. Mitte des 3. Jahrhunderts v. Chr. durchquerte die (hypothetische) Via Aurelia, die Palermo mit Agrigent, verband, das Gebiet, in der Kaiserzeit war dies das Itinerarium Antonini des cursus publicus. Der Name des Monte Barraù geht auf das arabische ra’s e ĝabal bū ‘r-rahū zurück (Sizilien wurde zwischen 827 und 902 arabisiert). Dabei ist der arabische Name bisher ohne Erklärung geblieben. Der Name wurde in Burrachu der Zeit nach der normannischen Eroberung latinisiert, so, wie er in der normannischen Jarida di Monreale von 1182 erscheint. Diese Grenzbeschreibungen wurden von König Wilhelm II. an die Abtei Santa Maria la Nuova von Monreale übergeben.
Dabei ließen die Untersuchungen bis 2016 erkennen, dass sich die frühesten Siedler bis in die Bronzezeit an den Hängen des Pizzo Castro Dörfer errichteten. In der griechischen Antike hingegen entstanden Siedlungsstrukturen entlang des Giardinello-Baches. In römischer Zeit war das Gebiet offenbar unbewohnt, was jedoch den Holzeinschlag oder pastorale Nutzungsformen kaum ausgeschlossen haben wird. Darüber hinaus ist nicht auszuschließen, dass sich unterhalb der mittelalterlichen Siedlungsreste römische befinden. Aus der Übergangszeit zwischen Spätantike und Mittelalter ließen sich keine Funde belegen. Erst zwischen dem 10. und dem 12. Jahrhundert entstanden wieder Siedlungen in der Übergangszeit zwischen arabischer und normannischer Herrschaft. Dabei lässt sich Wassernutzung und Keramikproduktion im Zusammenhang mit Handelskontakten zu den Küstenorten feststellen. Dies gilt insbesondere für sito BF05, einen arabisch-normannischen Ort in einer das Tal dominierenden Lage. Vom 18. bis in die Mitte des 20. Jahrhunderts unterlag das Gebiet einer Nutzung, die als Transhumanz bezeichnet wird. So fanden sich runde steinerne mannari, die dazu dienten, den Tieren einen sicheren Nachtplatz zu bieten oder sie nach bestimmten Kriterien voneinander zu trennen. Andere Strukturen weisen auf Käseproduktion hin. Ähnlich gemauert wurden steinerne Strukturen, die pagghiari, in denen die Hirten während ihrer Bergaufenthalte in der warmen Jahreszeit lebten.